# Acatempan
Acatempan es una población localizada en el municipio de Teloloapan, en el norte del estado de Guerrero, en México. Es célebre por haber ocurrido en ella el evento histórico conocido como el Abrazo de Acatempan.

## Historia

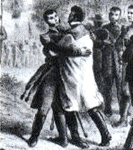
Abrazo de Acatempan

En Acatempan, el 10 de febrero de 1821 ocurrió una entrevista entre el caudillo insurgente Vicente Guerrero y el militar realista Agustín de Iturbide, quien solicitaba que Guerrero y él unieran sus fuerzas luchando por la independencia en forma conjunta y mediante el Plan de Iguala. El encuentro se realizó en Acatempan en presencia de la tropa de ambos líderes; habiendo ocurrido un breve diálogo, Guerrero aceptó unir sus fuerzas a la de Iturbide, hecho tras el cual ambos se fundieron en un abrazo.
Durante el siglo XIX y XX, la población vio variar la ortografía de su nombre en varias ocasiones, siendo conocido como Acatempa o Acatempam en varias ocasiones.

## Localización y demografía
La localidad de Teloloapan se encuentra ubicada en las coordenadas geográficas 18°19′05″N 99°52′02″O / 18.31806, -99.86722 y a una altitud de 1 624 metros sobre el nivel del mar. Su principal vía de comunicación es una carretera asfaltada de orden estatal que la comunica hacia el norte con la cabecera municipal, Teloloapan, de la que la separas unos 10 kilómetros hacia el norte y en donde enlaza con la Carretera Federal 51.
De acuerdo al Censo de Población y Vivienda realizado en 2010 por el Instituto Nacional de Estadística y Geografía, Acatempan tiene una totalidad de 1 391 habitantes, de los que 665 son hombres y 726 son mujeres.